# Horarum Mons
L'Horarum Mons è una struttura geologica della superficie di Marte.